# Роберт Кійосакі
 Роберт Тору Кійосакі (англ. Robert Toru Kiyosaki) (нар. 8 квітня 1947, Гіло, Гаваї, США) — американський інвестор, бізнесмен, письменник і автор бізнес-гри «Грошовий потік». Відомий як автор книг «Багатий Тато, Бідний Тато» (англ. Rich Dad, Poor Dad), «Квадрант грошового потоку» (англ. Cashflow Quadrant), «Керівництво Багатого Тата з інвестування» (англ. Rich Dad's Guide to Investing), що стали бестселерами видань «Нью-Йорк Таймс», «BusinessWeek» і «The Wall Street Journal». Також створив навчальну настільну гру «Грошовий потік 101», мета якої допомагати людям в освоєнні фінансових стратегій.
У партнерстві з Шерон Л. Лектор, яка допомагала йому при написанні книг, Роберт Кійосакі заснував організацію «Rich Dad's Organization», що займається підвищенням фінансової грамотності людей.

## Життєпис
Народився в родині вчителів. Його книги дають ясно зрозуміти, що батько Роберта Кійосакі був головою освіти на Гаваях. Потрапив до США з Японії. Після закінчення середньої школи отримав освіту в Нью-Йорку, а після цього пов'язав своє життя з американським морським корпусом і пішов служити до В'єтнаму як офіцер і пілот бойового вертольота.
Прийшовши з війни, почав працювати в компанії «Xerox», а в 1977 почав свою кар'єру та запустив компанію з торгівлі гаманцями для серфінгістів, які незабаром стали виготовляти в усьому світі, але незабаром тайванці почали виробляти ці вироби за наднизькими цінами і у Роберта настали важкі часи.
У 1985 перестав займатися торгівлею та переорієнтувався на консалтинг, заснував міжнародну освітню компанію, яка навчала людей поводження з грошима, інвестуванням.
Відійшовши від справ у віці 47 років, зайнявся написанням книг. З-під його пера вийшли такі бестселери, як: «Багатий Тато, Бідний Тато», «Квадрант грошового потоку», «Багатий Тато — керівництво по інвестуванню» — всі 3 книги були в десятці найкращих бестселерів таких журналів, як «The Wall Street Journal», «USA Today» і «The New York Times».
З часом став помічати величезну прірву між багатими та бідними. Після недовгих роздумів, створив настільну бізнес-гру «Грошовий потік». Ця гра навчає людей поводженню з грошима тими методами, які роблять багатих людей ще багатшими, і які допомогли йому самому відійти від справ мільйонером у віці 47 років.
Зараз займається інвестуванням у нерухомість і розвиває невеликі компанії.

## Критика
У 2012 році одна з компаній Кійосакі Rich Global LLC програла багаторічний судовий розгляд про стягнення боргу. Компанія не платила маркетинговій компанії The Learning annex та її засновнику та голові ради директорів Біллу Занкеру (ця компанія, власне, і просувала книгу «Багатий Тато, Бідний Тато», а також проводила спільні заходи, зокрема з появою Кійосакі 2002 року на Медісон Сквер Гарден в Нью-Йорку). Борг склав $24 мільйони. Представник Кійосакі сказав, що ця виплата перевищує вартість Rich Global LLC, і що у Кійосакі немає наміру залучати його особисті активи для виплати. Не ставши платити, у серпні 2012 компанія Кійосакі Rich Global LLC подала на банкрутство (глава 7, тобто ліквідація) в штаті Вайомінг.
- У бідних людей звички бідних.
- Так багато бідних людей та середнього класу наполягають на тому, щоби дати офіціанту «чайові» від 15 до 20% від заплаченої суми, навіть коли обслуговування було поганеньким, проте жаліються на те, що потрібно заплатити брокеру 3-7%.
- Коли ви відчуваєте нестачу чи потребу в чомусь, то віддайте спершу те, чого ви самі хочете чи потребуєте, і воно віддасться вам сторицею.
- Ваш світ — лише віддзеркалення вас самих.
- Мій дім — це пасив, і якщо чийсь дім — то найбільше його інвестування, у нього серйозні проблеми.
- Я зустрічав так багато людей, котрі говорили: «О, мене гроші не цікавлять», і все ж працювали на роботі по вісім годин на день. Це ж заперечення істини. Якби їх не цікавили гроші, то для чого б вони працювали? Такий тип мислення, мабуть, ще більш ненормальний, ніж той, коли людина накопичує гроші.
- Багаті набувають активи, а бідні і середній клас — пасиви, що вважають активами.[2]